# المشباب (لحج)
المشباب هي إحدى قرى الجمهورية اليمنية. تتبع جغرافيا لمحافظة لحج وإداريًا لمديرية طور الباحة. يبلغ تعداد سكانها 1878 نسمة حسب الإحصاء الذي أجري عام 2004.